# 函館水電50形電車
函館水電50形電車（はこだてすいでん50がたでんしゃ）は、函館水電（後に函館市交通局。函館市電）が1921年（大正10年）から1924年（大正13年）にかけ6両を導入した路面電車である。

## 概要

ボギー車と単車（二軸車）

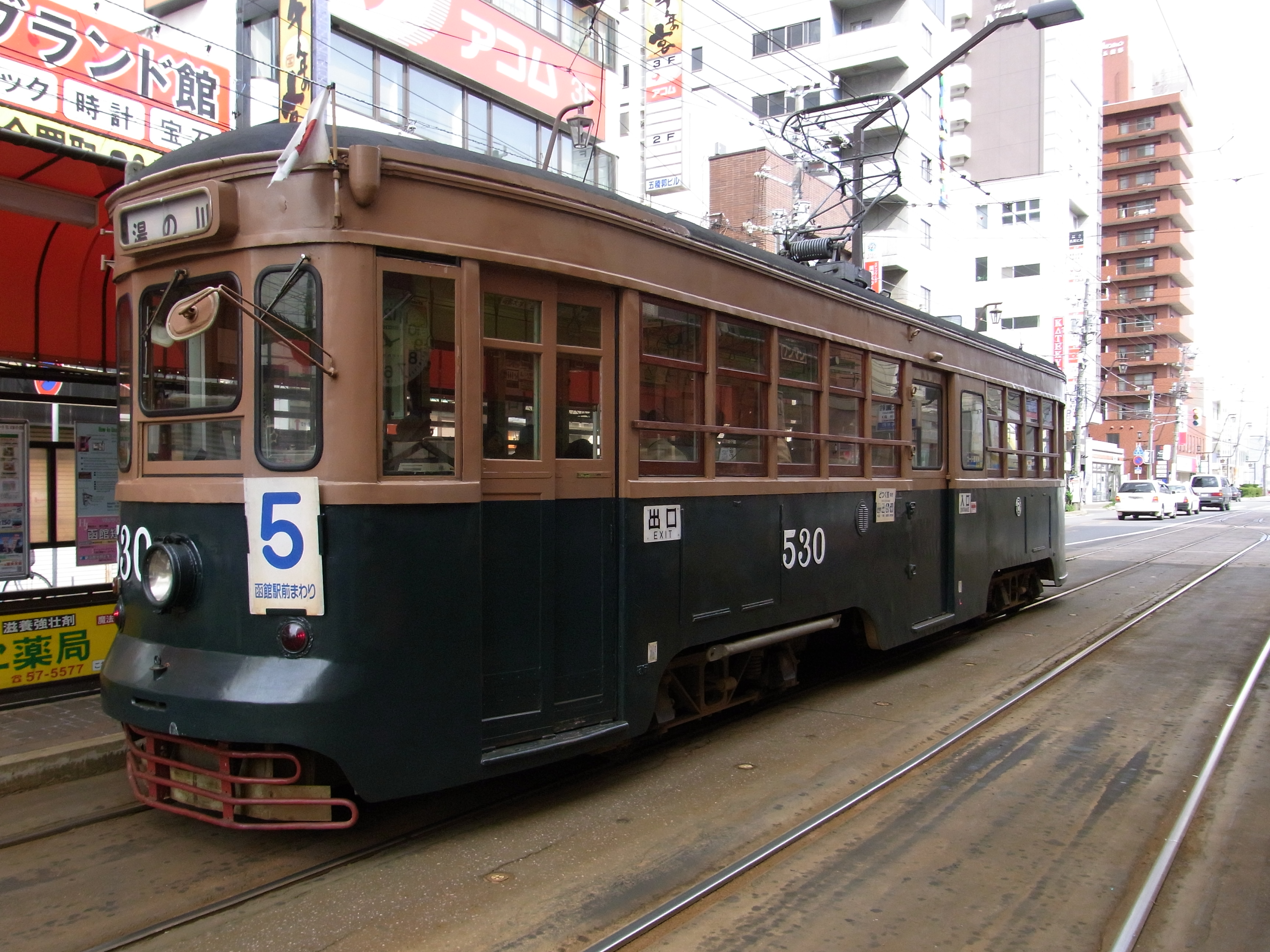
同形を見本として製造された500形

当時函館で路面電車事業を行なっていた電力会社、函館水電が大阪府堺市の梅鉢工場に依頼して製作したヴェスティビュール付丸屋根開放式大型ボギー車である。設計認可日は1921年（大正10年）12月27日。愛称は車体色から「チョコレート電車」。主な材料にケヤキ（木目が美しく、磨くと著しい光沢を生じる。堅くて摩耗に強いので、家具・建具等の指物に使われる）、サクラ（材としては硬く冷たい部類で、湿気には比較的強い）、チーク（マホガニーと並ぶ優良高級材）などを利用し、当初は特等室（12人）と普通室（52人）の定員64人であった。特等室は乗客が少なく、夜間遅くなると酔った乗客が芸者たちを連れて騒ぐなどで評判が悪く、1924年（大正13年）に特等が廃止、改造され、特等室改造普通室（20人）と普通室（54人）で定員が74人になった。そのうち1923年（大正12年）2月3日、50号の特等室にて電熱暖房を試し、結果は良好であった。後の函館市交通部500形電車の見本となった（530号が改造されながらも現存）。

## 仕様
台車ブリル76E1
主電動機ゼネラル・エレクトリックGE-231

## 製造
- 47号
  - 後に52号（二代目）に改番されたと推定されている
- 48号
  - 車庫火災の原因になったと推定されている車両
- 49号
  - 後に53号に改番されたと推定されている
- 50号
  - 1923年（大正12年）、特等室で電熱暖房試験実施
- 51号
- 52号

なお、54号と55号は車庫火災時の復旧改番車と推定されている。

## 運用
鮫川橋～大門間の複線化、それに伴う新川～大門間の道路拡幅、新川の橋梁の拡幅、五稜郭公園前停留場にあるカーブの内側の道路を広げる地上設備の改良の上、投入された。当初は中心部にも走らせる予定であったが、車体の大きさからカーブの通過が厳しく、その改良には多額の費用がかかるので断念した。

## 廃車

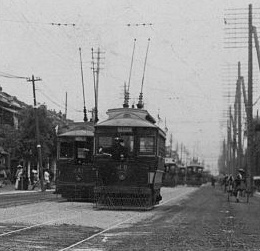
トロリーポールの例:東京市電(1905年)

1926年（大正15年）1月20日の新川車庫火災では2両が焼失し、1両を梅鉢鉄工所、1両を自社工場で再生。車庫火災の原因は同形48号のトロリーポールの取り外し忘れによる漏電が最有力とされていて、重傷者を1名、電車31両を焼失した。その後、1934年（昭和9年）3月21日の函館大火で全車焼失し、廃車になった。よって函館市に譲渡されていない（市営化は1943年（昭和18年））。